# Johan M. Risom
Johan Maria Risom (2. februar 1842 på Skjervad ved Grenaa – 15. marts 1915) var en dansk teaterlæge og professor, far til Sven Risom.
Han var søn af godsejer Christian Frederik Julius Risom og hustru Andrea Nikoline født Stillmann, blev student fra Aarhus Katedralskole 1861 og cand. med. 1871. Risom efterfulgte 1894 Theodor Collin som læge ved Det Kongelige Teater og blev titulær professor.
Risom ægtede 18. maj 1878 i København Thalia Rothe (15. december 1857 - 1918), datter af konferensråd, direktør for Statsbanerne Viggo Rothe og hustru født Rothe. En datter, Karen, blev gift med Holger Adolph.